# Not Easily Broken
Not Easily Broken es una película de 2009 dirigida por Bill Duke. La película es escrita por Brian Bird basada en la novela de T. D. Jakes del 2006 con el mismo nombre.

## Sinopsis
Un accidente de auto y cambios de afectos ponen a prueba el vínculo entre una pareja casada.

## Elenco
- Morris Chestnut como Dave Johnson.
- Taraji P. Henson como Clarice Clark-Johnson.
- Maeve Quinlan como Julie Sawyer.
- Kevin Hart como Tree.
- Wood Harris como Darnell Gooden.
- Eddie Cibrian como Brock Houseman.
- Jenifer Lewis como Mary "Mama" Clark.
- Niecy Nash como Michelle.
- Cannon Jay como Bryson Sawyer.
- Albert Hall como Bishop Wilkes.